# Rolf Koskinen
Rolf Koskinen, född den 21 juli 1939 i Helsingfors, död den 8 januari 2010 i Helsingfors, var en finländsk orienterare som blev europamästare i stafett 1964 samt tog silver i stafett vid VM 1966 och 1968.